# 45-й отдельный разведывательный артиллерийский дивизион
45-й отдельный разведывательный артиллерийский ордена Красной Звезды дивизион Резерва Главного Командования — воинское формирование Вооружённых Сил СССР, принимавшее участие в Великой Отечественной войне.
Сокращённое наименование — 45-й орадн РГК.

## История
Сформирован 27 апреля 1944 года на основании приказа Командующего артиллерией Красной армии № 570638 от 26 апреля 1944 года и приказа КУАЛ № 0150-137 по штату № 08/614 в составе 4-й корпусной артиллерийской бригады РГК из батарей артиллерийской разведки ранее входивших в 136-й кпап и 1519-й кгап.
В действующей армии с 14.06.1944 по 09.05.1945.
В ходе Великой Отечественной войны вёл артиллерийскую разведку в интересах артиллерийских частей 4-й кабр ,  соединений и объединений  1-го Белорусского фронтов.

## Состав
штат 08/614
- Штаб
- Хозяйственная часть
- 1-я батарея звуковой разведки (1-я бзр)
- 2-я батарея звуковой разведки (2-я бзр)
- батарея топогеодезической разведки (бтр)
- взвод оптической разведки (взор)
- измерительно-пристрелочный взвод (ипв)
- фотограмметрический взвод (фв)
- взвод обеспечения

## Подчинение
| Дата                 | Фронт                 | Армия         | Корпус | Дивизия | Бригада | Примечания |
| -------------------- | --------------------- | ------------- | ------ | ------- | ------- | ---------- |
| 14.06.44 -30.08.44г. | 1-й Белорусский фронт | 8-я гв. армия | -      | -       | 4 кабр  | -          |
| 1.09.44 -1.11.44г    | 1-й Белорусский фронт | 47-я армия    | -      | -       | 4 кабр  | -          |
| 1.12.44-10.01. 45г.  | 1-й Белорусский фронт | -             | -      | -       | 4 кабр  | -          |
| 10.01.45-28.02.45г   | 1-й Белорусский фронт | 61-я армия    | -      | -       | 4 кабр  | -          |
| 1.03.45-1.04.45г     | 1-й Белорусский фронт | 8-я гв. армия | -      | -       | 4 кабр  | -          |
| 1.04.45-9.5.45г      | 1-й Белорусский фронт | 3-я армия     | -      | -       | 4 кабр  | -          |

## Командование дивизиона
Командир дивизиона
- капитан Липченко Иван Иванович
- капитан, майор Барановский Борис Григорьевич

Начальник штаба дивизиона
- капитан Барановский Борис Григорьевич
- капитан Рожнов Пётр Георгиевич

Заместитель командира дивизиона по политической части
- майор Панфилов Михаил Михайлович

Помощник начальника штаба дивизиона
- лейтенант Лавренов Николай Яковлевич

Помощник командира дивизиона по снабжению
- гв. ст. лейтенант Исаев Николай Михайлович

## Командиры подразделений дивизиона
Командир 1-й БЗР
- лейтенант  Воронов Николай Николаевич

Командир 2-й БЗР
- гв. капитан Рассказов Леонид Георгиевич

Командир БТР
- ст. лейтенант Месяц Александр Никитович
- лейтенант Кругляков Игорь Константинович

Командир ВЗОР
- мл. лейтенант Ступак Иван Васильевич

Командир ИПВ
- лейтенант Кадыков Георгий Сергеевич

Командир ФГВ
- лейтенант Волков Дмитрий Андреевич

## Награды и почётные наименования
| Награды и наименования | дата          | за что получена |
| ---------------------- | ------------- | --- |
| Орден Красной Звезды   | 11.06.1945 г. | награжден указом Президиума Верховного Совета СССР за образцовое выполнение боевых заданий командования в боях с немецкими захватчиками при овладении столицей Германии городом Берлин и проявленные при этом доблесть и мужество |